# Brush Motor Car Company

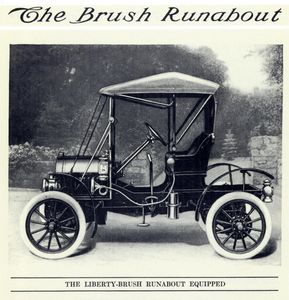
De Brush Runabout uit 1912

Brush Motor Car Company was een Amerikaanse autofabrikant van 1907 tot 1913 gevestigd in Highland Park (Michigan). In 1909 werd het bedrijf hernoemd tot Brush Runabout Company. Het werd opgericht door Alanson Partridge Brush (1878-1952), die een lichte auto met houten chassis ontwierp (eigenlijk houten rails en ijzeren dwarsbalken). Hoewel er veel producenten van kleine runabouts van vergelijkbare grootte met een tot vier cilinders waren in deze tijd, voor de Ford Model T de markt van goedkope auto's domineerde, had de Brush een apart ontwerp door de inventiviteit van zijn ontwerper. Hij werd aangedreven door een grote watergekoelde eencilindermotor. Een kenmerk van de motoren van Brush was dat ze tegen de klok in liepen in plaats van met de klok mee. Met de klok meedraaiende motoren veroorzaakten veel letsels, meestal ontwrichte duimen en gebroken onderarmen. De onderneming maakte deel uit van de Benjamin Briscoe's United States Motor Company, opgericht in 1910, maar ging mee ten onder in 1913.

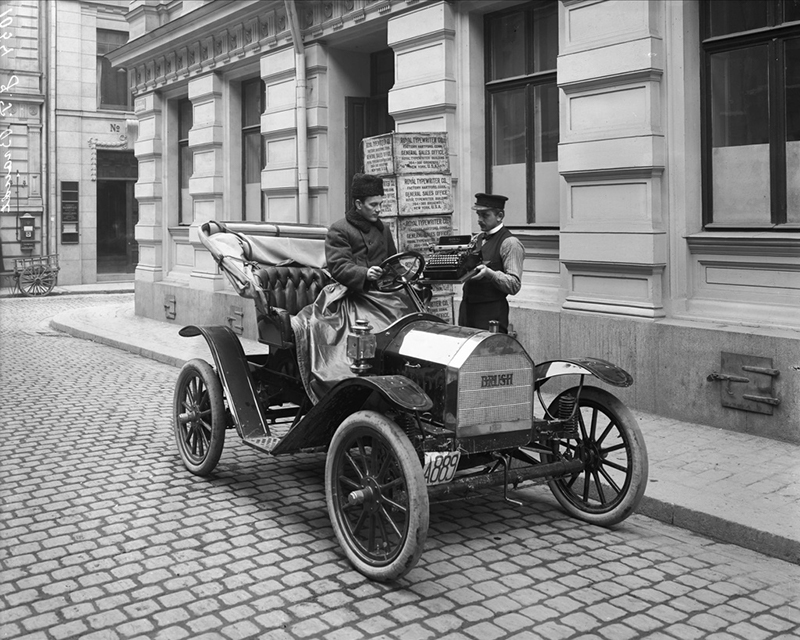
Een Brush Runabout in Stockholm tussen 1907 en 1910.
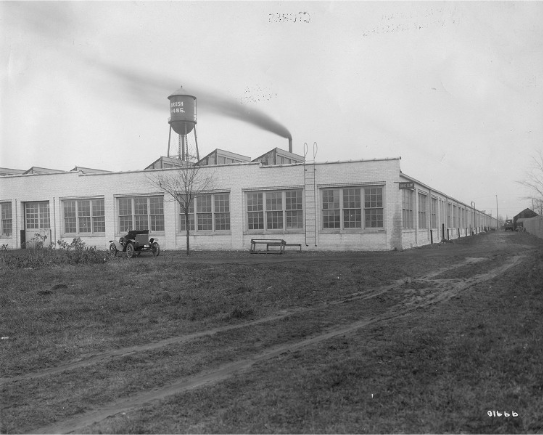
De fabriek in Highland Park anno 1911.
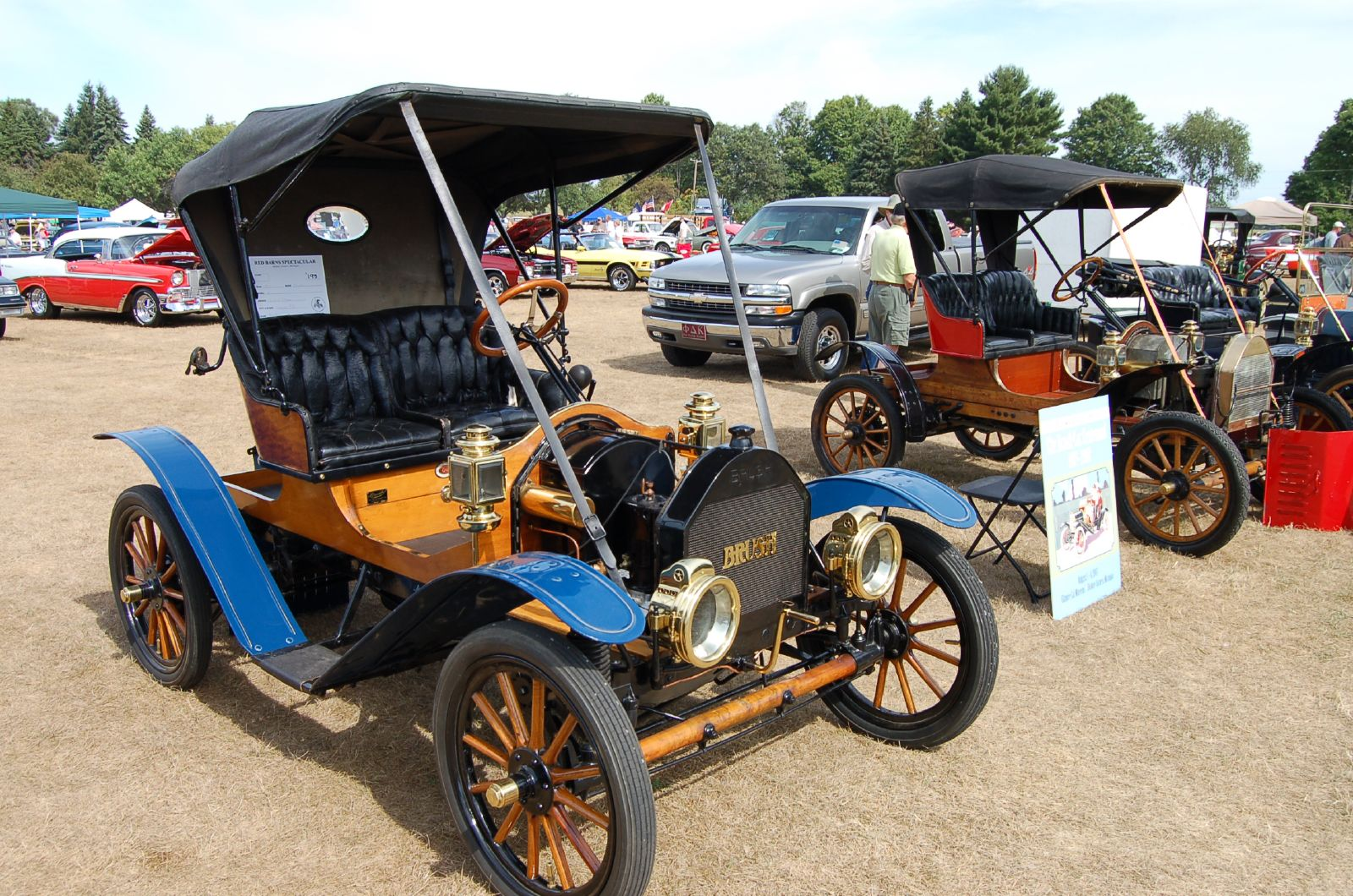
Een Brush Model F uit 1911.

- Library of Congress Control Number: no2010029428
- Virtual International Authority File: 148160250